# Аиде Тамара Бунке Бидер
Аидѐ Тамара Бунке Бидер (на немски: Haydée Tamara Bunke Bider), по-известна с псевдонима Таня или Таня партизанката (Tania la Guerrillera), е латиноамериканска революционерка със смесен немско-еврейски произход.

## Биография
Родена е в Буенос Айрес, Аржентина, в семейството на германски комунисти, които бягат в Латинска Америка през 1930-те по време на нацисткия режим. През 1952 г. семейството се връща в Източна Германия. Тамара Бунке учи политически науки в Хумболтовия университет на Берлин. Има талант към чуждите езици и говори немски, испански, руски и английски. Някои твърдят, че след завършването си става сътрудник на ЩАЗИ и изпълнява няколко шпионски мисии. Според някои западни източници тя е и агент на КГБ.
Тамара среща за първи път Че Гевара през 1960 г. при негово посещение в Източна Германия, когато му е преводач и по-късно заминава с него за Куба през 1961 г. Работи в министерства на Куба и активно участва в кампанията по ограмотяване на населението. От 1963 г. започва военно обучение за нелегална дейност и приема псевдонима „Таня“.
Заминава за Боливия като таен агент, за да събере сведения за последната мисия на Че Гевара, през ноември 1964 г.
Официално работи като учителка под името Лаура Гутиерес Бауер (Laura Gutiérrez Bauer), като сключва брак с боливиец и получава гражданство. Лаура работи под прикритието на етнограф с аржентински произход и записва местния фолклор, като създава ценна сбирка с боливийска музика, а същевременно опознава страната. В същото време работи за каузата на Че, като събира разузнавателна информация и служи за връзка между отряда на Че и Куба. Става радиоводещ в предаване за жените и така успява да предава към отряда кодирани съобщения, замаскирани като любовни послания. Успява да проникне във висшите кръгове на боливийското общество и е лична позната с президента Бариентос. Към края на 1966 г. обаче при едно от пътуванията ѝ за среща с отряда паркираната ѝ кола е намерена заедно с нейни документи и тя се присъединява към отряда. Тъй като здравето ѝ се влошава поради тежките условия, тя никога не участва в бойни действия и изпълнява повече битови и медицински дейности, но митът за „Таня партизанката“ става много популярен.
При разделянето на отряда на две Таня е в групата на Хоакин. Убита е от боливийски войници при засада, докато пресича реката Рио Гранде на 31 август 1967 г. Само няколко дни по-късно е заловен и убит Че Гевара. Останките на Таня са намерени едва през 1998 г. и са изпратени в Куба, където са положени в Мавзолея на Че Гевара в Санта Клара.